# المتسلل ليلا
المتسلل ليلاً (بالإنجليزية: Nightcrawler)‏ هو فيلم نوار-جديد وجريمة وإثارة من تأليف وإخراج دان غيلروي في أول أعماله الإخراجية. الفيلم من بطولة جيك جيلنهال بدور لص يبدأ بتصوير الحوادث والجرائم في لوس أنجلوس ثم يبيعها إلى القنوات الإخبارية التفلزيونية. يضم الفيلم أيضاً رينيه روسو وريز أحمد وبيل باكستون.
حظي المتسلل ليلا بعرضه الأول في قسم العروض الخاصة بمهرجان تورونتو السينمائي الدولي 2014. صدر في دور السينما بتاريخ 31 أكتوبر، 2014. تلقى الفيلم إشادة كبيرة من النقاد ورشح لجائزة الأوسكار لأفضل سيناريو أصلي.

## القصة
تدور أحداث الفلم حول ليو بلوم (جيك جيلنهال) الشاب الطموح الذي يحاول شق طريقه كصحافي جرائم حر في (لوس أنجلوس) ، وفي إطار من التشويق والإثارة يعرض لنا الفلم ما يكشفه (ليو) من أسرار، ومع توغله أكثر فأكثر في هذا العالم، تتداخل الحدود الفاصلة بين دوره كملاحظ، ودوره كمشارك فيما يحدث، حتى يصير بطلًا لقصته الإخبارية، وتعاونه في مهمته (نينا) التي تعمل في نشرات الأخبار .

## طاقم التمثيل
- جيك جيلنهال بدور لويس «لو» بلوم
- رينيه روسو بدور نينا رومينا
- ريز أحمد بدور ريك كاري
- بيل باكستون بدور جو لودر
- آن كوزاك بدور ليندا
- كيفن رام بدور فرانك كروز
- كاثلين يورك بدور جاكي
- اريك لانج بدور المصور

## الاستقبال

### رأي النقاد
تلقى الفيلم إشادة كبيرة من النقاد، العديد منهم مدح أداء جيك جيلنهال وسيناريو دان غلوري. الفيلم حصل على تقييم 95% على موقع الطماطم الفاسدة بناءً على 214 مراجعة، مع متوسط تقييم 8.2/10. ميتاكريتيك أعطى الفيلم 76 من 100 بناءً على 45 مراجعة نقدية.

## وصلات خارجية
- الموقع الرسمي
- المتسلل ليلا على موقع IMDb (الإنجليزية)
- المتسلل ليلا على موقع ميتاكريتيك (الإنجليزية)
- المتسلل ليلا على موقع روتن توميتوز (الإنجليزية)
- المتسلل ليلا على موقع نتفليكس (الإنجليزية)
- المتسلل ليلا على موقع قاعدة بيانات الأفلام العربية
- المتسلل ليلا على موقع ألو سيني (الفرنسية)
- المتسلل ليلا على موقع Turner Classic Movies (الإنجليزية)
- المتسلل ليلا على موقع أول موفي (الإنجليزية)
- المتسلل ليلا على موقع بوكس أوفيس موجو (الإنجليزية)
- المتسلل ليلا على موقع فيلمافينيتي (الإسبانية)